# Thomas Taggart

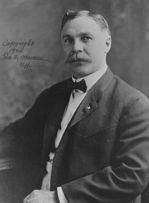
Thomas Taggart

Thomas Taggart, född 17 november 1856 i grevskapet Monaghan, Irland, död 6 mars 1929 i Indianapolis, Indiana, var en irländsk-amerikansk politiker.
Taggart var borgmästare i Indianapolis 1895-1901, ordförande för demokraternas federala partistyrelse Democratic National Committee 1904-1908 och senator för Indiana från 20 mars till 7 november 1916.
Taggart kom 1861 till USA med sina föräldrar och växte upp i Ohio. 18 år gammal flyttade han till Garrett, Indiana där han träffade Eva Bryant som han senare gifte sig med. Taggart flyttade 1877 till Indianapolis.
Taggart efterträdde 1895 Caleb S. Denny som borgmästare i Indianapolis. Han efterträddes 1901 av Charles A. Bookwalter. År 1904 efterträdde Taggart James Kimbrough Jones som ordförande för Democratic National Committee. Taggart var en anhängare av Thomas R. Marshall. Han stödde Marshall i guvernörsvalet 1908. Sedan hjälpte han Marshall bli nominerad till Woodrow Wilsons vicepresidentkandidat i presidentvalet i USA 1912.
Senator Benjamin F. Shively avled 1916 i ämbetet och Taggart blev utnämnd till senaten fram till fyllnadsvalet senare samma år. Han förlorade fyllnadsvalet mot republikanen James E. Watson.
Taggarts grav finns på Crown Hill Cemetery i Indianapolis.